# 조지 파커
조지 파커(Georgie Parker, 1964년 12월 16일 ~ )는 오스트레일리아의 배우이다.
시드니에서 태어났다.

## 출연 작품
- 꼬마산타 니콜라스 (2010년)
- 에메랄드 폴스 (2008년)
- 시티 온 파이어 (2008, Scorched)
- 이리지스터블 (2006년)

### 텔레비전
- Dadah Is Death (1988)
- 올 세인츠 (1998-2005)
- 홈 앤 어웨이 (2010-현재) - 루 스튜어트 역